# Epibator greeri
Epibator greeri — вид сцинкоподібних ящірок родини сцинкових (Scincidae). Ендемік Нової Каледонії. 

## Поширення і екологія
Epibator greeri відомі з двох розрізнених місцевостей, розташованих на північному заході (в комуні Кумак) і півдні Нової Каледонії. Вони живуть у вологих тропічних лісах, на висоті від 150 до 500 м над рівнем моря. Відкладають яйця. В кладці 2 яйця, інкубаційний період триває 44 дні.

## Збереження
МСОП класифікує цей вид як такий, що перебуває під загрозою зникнення. Epibator greeri загрожує знищення природного середовища та хижацтво з боку інтродукованих щурів і кішок.